# Álex Remiro
Alejandro Remiro Gargallo (Cascante, Navarra, España, 24 de marzo de 1995), conocido como Álex Remiro, es un futbolista español que juega de portero en la Real Sociedad de Fútbol de la Primera División de España.

## Trayectoria

### Inicios en Lezama
Es natural de la localidad navarra de Cascante. Comenzó a jugar al fútbol en el CD Aluvión de Cascante. Se incorporó a la factoría del Athletic en 2009, cuando era cadete debido al convenio de colaboración entre ambos clubes. En febrero de 2013, mientras jugaba en el juvenil, ascendió al CD Basconia, en Tercera División, debido al ascenso de Kepa al Bilbao Athletic. El 29 de junio de 2013 fue titular en la final de la Copa del Rey Juvenil, en la que el Real Madrid venció por 4-0. En la temporada 2013-14 se mantuvo en la portería del Basconia junto a Jon Ander Felipe, el equipo basauritarra acabó en cuarta posición. 
En la temporada 2014-2015 dio el salto al Bilbao Athletic de la Segunda División B. Tras la cesión de Kepa en enero, se hizo con la titularidad y, además, consiguió el ascenso a Segunda División A, realizando grandes actuaciones y encajando solo 20 goles en 23 partidos. Durante esa temporada fue convocado con el primer equipo, debido a la lesión de Iago Herrerín, por Ernesto Valverde en un partido contra el Real Madrid que acabó con victoria por 1-0, y en otros tres más, aunque sin llegar a debutar.
Debutó en Segunda División con el Bilbao Athletic, el 24 de agosto de 2015, ante el Girona. Su buen rendimiento le llevó a ser elegido como el mejor portero de la categoría en el mes de noviembre. En febrero de 2016 renovó su contrato hasta junio de 2019. A pesar del descenso del filial rojiblanco, realizó una buena temporada. El 10 de diciembre fue convocado nuevamente con el primer equipo para un partido de Europa League contra el AZ Alkmaar en San Mamés. En esa temporada disputó 33 encuentros con el filial, aunque tuvo que ausentarse en dos ocasiones para acudir a las convocatorias de la Selección española Sub-21.

### Cesiones al Levante y Huesca
En julio de 2016 fue cedido al Levante de la Segunda División para continuar con su progresión. Arrancó como titular manteniendo la portería a cero en sus dos primeros partidos, pero perdió la titularidad en favor de Raúl Fernández a partir de la sexta jornada.
El 30 de enero de 2017 regresó al Athletic Club, que le dio el dorsal "29", tras alcanzar un acuerdo para finalizar la cesión con el club valenciano. Tres semanas antes, Kepa había sufrido una grave lesión muscular por lo que el club buscaba un sustituto de garantías de Gorka Iraizoz. Sin embargo, Remiro no participó en ningún encuentro con el club bilbaíno y, tras la recuperación de Kepa, quedó fuera de las convocatorias.
El 21 de julio de 2017 fue cedido a la SD Huesca de Segunda División por una temporada. En el conjunto oscense se reivindincó con grandes actuaciones, además de lograr un histórico ascenso a Primera División.

### Athletic Club
Para la temporada 2018-19 regresó al Athletic Club para competir con el puesto con Iago Herrerín y Kepa. Cuando todo apuntaba a que debutaría en Primera División, tras la marcha de Kepa al Chelsea y a la lesión de Iago en agosto, quedó fuera de la convocatoria en la primera jornada ante el CD Leganés por no haber renovado su contrato. Pocos meses después, el presidente Josu Urrutia anunció oficialmente que había rechazado la oferta de renovación del club. La nueva directiva, encabezada por Aitor Elizegi, intentó un nuevo acercamiento para su renovación que fue rechazado. Finalmente, no llegó a ser convocado por lo que se marchó del club sin haber llegado a debutar oficialmente.

### Real Sociedad
El 10 de junio de 2019 se anunció su fichaje por la Real Sociedad para las siguientes cuatro temporadas. Comenzó y acabó su primera temporada como suplente de Miguel Ángel Moyá, aunque jugó más de treinta encuentros. El 26 de septiembre debutó en Primera División, en el Estadio Reale Arena, en un triunfo por 3 a 0 ante el Deportivo Alavés. Durante la primera temporada con la Real Sociedad logró ayudar a su equipo a alcanzar la final de la Copa del Rey y clasificarse a la Europa League, tras quedar en sexta posición en La Liga.
En su segunda temporada en el equipo realista, se consolidó como titular al jugar también la Liga Europa de la UEFA. El 3 de abril de 2021 conquistó la Copa del Rey, en La Cartuja, en la final pendiente del año anterior debido a la Pandemia de COVID-19 al vencer por 1-0 al Athletic Club. En los años venideros se asentó como uno de los porteros más destacados del panorama nacional, lo que llevó a ser convocado por la selección en noviembre de 2023. En febrero de 2024 finalizó su mejor marca de imbatibilidad en Liga con 713 minutos, quedando muy cerca del récord del club donostiarra ostentado por Luis Miguel Arconada. Además, durante la campaña 2023-24, jugó la Liga de Campeones donde sólo encajó dos goles en la fase de grupos. En la campaña 2024-25 fue uno de los porteros con más porterías a cero, aunque el equipo no pudo lograr la clasificación europea. En esta campaña logró su mejor registro de imbatibilidad como local entre todas la competiciones.

## Selección nacional
En enero de 2013 fue convocado por la selección española sub-18, con la que disputó un partido. Ese mismo año jugó varios partidos amistosos con la selección sub-19 a las órdenes de Luis de la Fuente. En agosto de 2015 fue convocado por la selección sub-21. A pesar de ser convocado en varias ocasiones más hasta octubre de 2016, no llegó a debutar.
El 10 de noviembre de 2023 recibió su primera convocatoria con la selección española. Para realizar su debut tuvo que esperar al siguiente mes de marzo en un amistoso frente a Colombia.
El 7 de junio de 2024 fue convocado para disputar la Eurocopa en Alemania, torneo que acabó ganando España y en el que fue el único jugador que no disputó ningún minuto.

### Participaciones en Eurocopas
| Copa          | Sede     | Resultado | Partidos | Goles |
| ------------- | -------- | --------- | -------- | ----- |
| Eurocopa 2024 | Alemania | Campeón   | 0        | 0     |

## Estadísticas

### Clubes
Actualizado al último partido disputado el 26 de febrero de 2025.
| C. D. Basconia · España               | 3.ª           | 2012-13       | 7   | 13  | ―  | ―  | ―  | ―  | 7   | 13  |
| C. D. Basconia · España               | 3.ª           | 2013-14       | 21  | 28  | ―  | ―  | ―  | ―  | 21  | 28  |
| C. D. Basconia · España               | Total club    | Total club    | 28  | 41  | 0  | 0  | 0  | 0  | 28  | 41  |
| Bilbao Athletic · España              | 2.ª B         | 2014-15       | 23  | 20  | ―  | ―  | ―  | ―  | 23  | 20  |
| Bilbao Athletic · España              | 2.ª           | 2015-16       | 33  | 43  | ―  | ―  | ―  | ―  | 33  | 43  |
| Bilbao Athletic · España              | Total club    | Total club    | 56  | 63  | 0  | 0  | 0  | 0  | 56  | 63  |
| Levante U. D. · España                | 2.ª           | 2016-17       | 4   | 3   | 0  | 0  | ―  | ―  | 4   | 3   |
| Levante U. D. · España                | Total club    | Total club    | 4   | 3   | 0  | 0  | 0  | 0  | 4   | 3   |
| S. D. Huesca · España                 | 2.ª           | 2017-18       | 41  | 38  | 0  | 0  | ―  | ―  | 41  | 38  |
| S. D. Huesca · España                 | Total club    | Total club    | 41  | 38  | 0  | 0  | 0  | 0  | 41  | 38  |
| Real Sociedad · España                | 1.ª           | 2019-20       | 25  | 32  | 7  | 5  | ―  | ―  | 32  | 37  |
| Real Sociedad · España                | 1.ª           | 2020-21       | 38  | 38  | 3  | 4  | 7  | 8  | 48  | 50  |
| Real Sociedad · España                | 1.ª           | 2021-22       | 35  | 32  | 2  | 4  | 5  | 4  | 42  | 40  |
| Real Sociedad · España                | 1.ª           | 2022-23       | 38  | 35  | 4  | 1  | 8  | 4  | 50  | 40  |
| Real Sociedad · España                | 1.ª           | 2023-24       | 37  | 36  | 4  | 2  | 8  | 6  | 49  | 43  |
| Real Sociedad · España                | 1.ª           | 2024-25       | 25  | 23  | 3  | 2  | 7  | 10 | 38  | 35  |
| Real Sociedad · España                | Total club    | Total club    | 198 | 196 | 23 | 18 | 35 | 32 | 256 | 246 |
| Total carrera                         | Total carrera | Total carrera | 327 | 341 | 23 | 18 | 35 | 32 | 385 | 391 |
| (1) Hace referencia a goles encajados |               |               |     |     |    |    |    |    |     |     |

## Palmarés

### Campeonatos nacionales
| Título       | Club          | País   | Año  |
| ------------ | ------------- | ------ | ---- |
| Copa del Rey | Real Sociedad | España | 2020 |

### Campeonatos internacionales
| Título   | Club                | Sede     | Año  |
| -------- | ------------------- | -------- | ---- |
| Eurocopa | Selección de España | Alemania | 2024 |